# قارچ‌های کلاه‌چرب
قارچ‌های کلاه‌چرب (نام علمی: Hygrophoraceae) نام یک تیره از راسته قارچ‌های تیغک‌دار است.

## نگارخانه

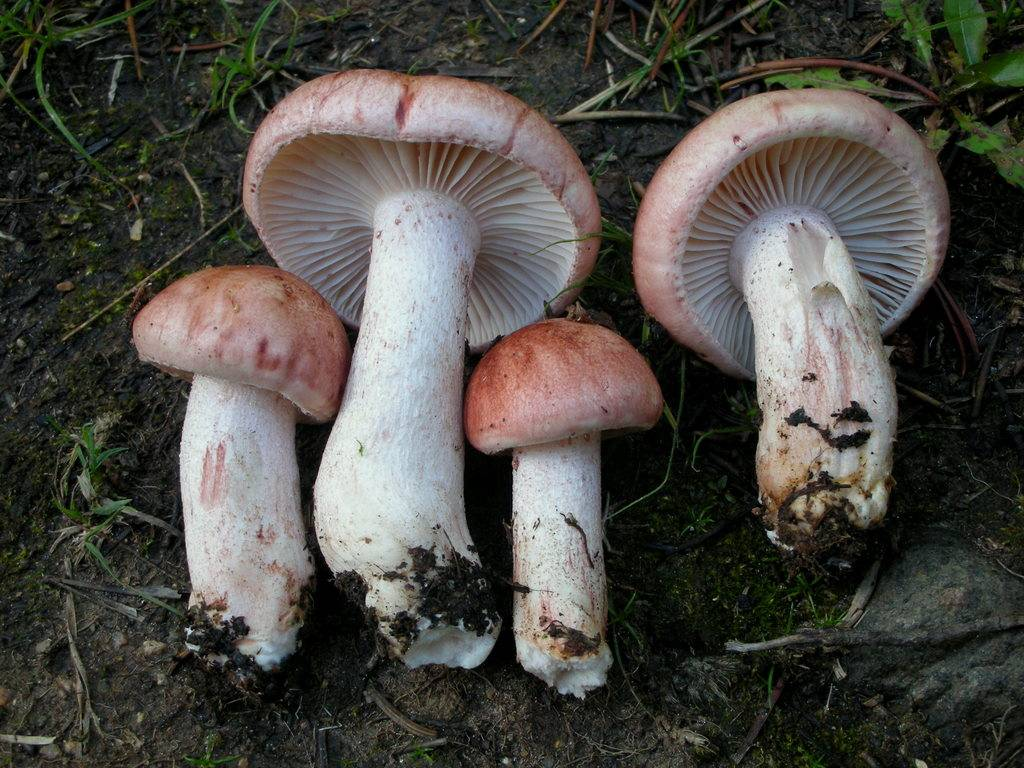
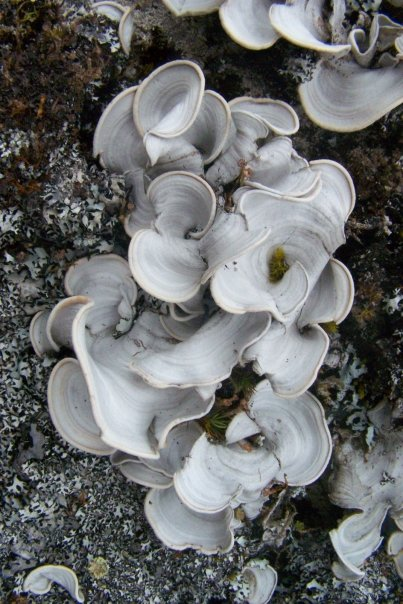
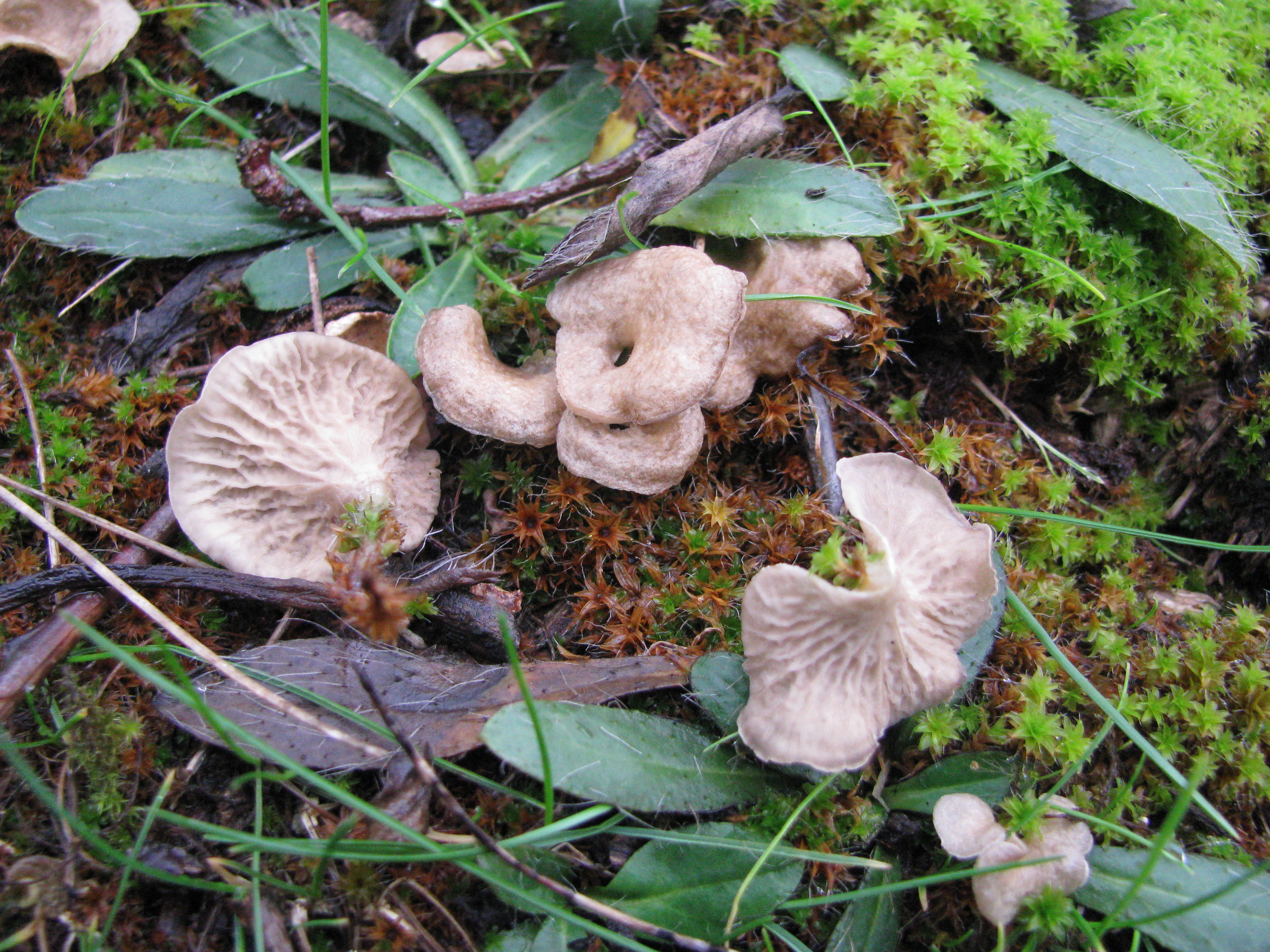
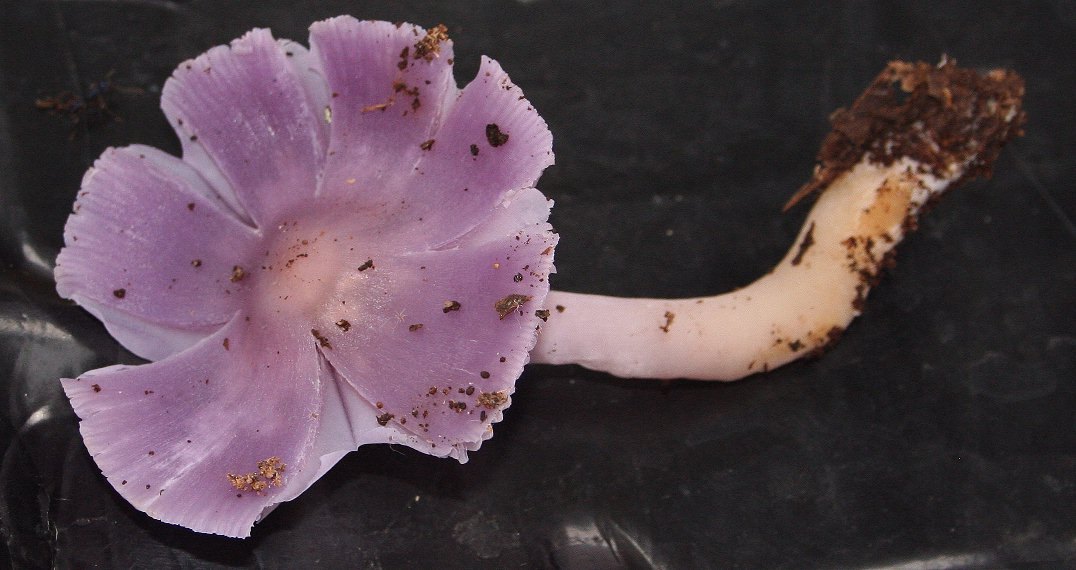